# وليام ج. كوكرين
كان ويليام جيمس كوكرين (1873 - 15 يونيو 1940) مساحًا وجامع طوابع بريطانيًا وقع على قائمة رابطة هواة جمع الطوابع المتميزين في عام 1923.